# Emberiza cabanisi
Emberiza cabanisi là một loài chim trong họ Emberizidae.
Loài chim sẻ này được tìm thấy trên hầu hết châu Phi cận Sahara trong môi trường sống tự nhiên của rừng khô nhiệt đới hoặc cận nhiệt đới và xa vẳn khô.
Tên chung và nhị thức Latin để tưởng nhớ nhà điểu học người Đức Jean Louis Cabanis.